# 自動車部品生産システム展
自動車部品生産システム展（じどうしゃぶひんせいさんしすてむてん、Automotive Parts Product Solution Fair (APPS)）は、日刊工業新聞社主催の展示会である。
2003年以来毎年5月または6月に東京国際展示場（東京ビッグサイト）において開催している。2007年は6月13～16日の間に開催された。この展示会は、来場者を自動車メーカー・自動車部品メーカー、出展者を工作機械・工具・FA／自動化機器、検査／計測機器などの製造装置機器メーカーに絞った、ユニークなビジネスマッチングの展示会である。
展示会会期中は、自動車メーカー・部品メーカーのトップによる特別講演をはじめ、日本機械学会との共催の先端技術フォーラム、国連工業開発機関との共催のグローバル自動車部品ビジネスセミナーなど、さまざまな専門セミナーを併催している。また、会場内では国内外の自動車メーカー・部品メーカーが最新のエンジンや部品を展示する「エンジンと部品のコンセプトゾーン」などユニークな展示も行われている。